# هاینتس کورنر
هاینتس کورنر (آلمانی: Heinz Körner; ۲ ژوئیهٔ ۱۸۹۳ – ۸ دسامبر ۱۹۶۱) بازیکن و مربی فوتبال اهل اتریش بود.
از باشگاه‌هایی که در آن بازی کرده‌است می‌توان به باشگاه فوتبال آستریا وین و باشگاه فوتبال راپید وین اشاره کرد.
وی همچنین در تیم ملی فوتبال اتریش بازی کرده‌است.